# ガス検知器2型
ガス検知器2型（ガスけんちきにがた）は、陸上自衛隊の装備。全部隊に配備されている。人に対して有毒なガスが発生、または発生したと思われる状況下においてガスの確認、種類の判定に使用される。

## 諸元
- 重量：約1.6kg

## 特徴
見た目は大きな注射器のようなもので、先端を取り替えることにより、戦時のガスのみではなく、市販の一般ガス検知管を使用することで都市ガスなども検知することができ、災害派遣、公害測定にも利用できる。

## 製作
光明理化学工業